# Parpaner Schwarzhorn
Parpaner Schwarzhorn är en bergstopp i Schweiz.   Den ligger i regionen Plessur och kantonen Graubünden, i den östra delen av landet, 160 km öster om huvudstaden Bern. Toppen på Parpaner Schwarzhorn är 2 683 meter över havet, eller 136 meter över den omgivande terrängen. Bredden vid basen är 1,1 km.
Terrängen runt Parpaner Schwarzhorn är huvudsakligen bergig. Närmaste större samhälle är Chur, 9,7 km nordväst om Parpaner Schwarzhorn. 
Trakten runt Parpaner Schwarzhorn består i huvudsak av gräsmarker. Runt Parpaner Schwarzhorn är det glesbefolkat, med 16 invånare per kvadratkilometer.